# Lest We Forget
Lest We Forget è la prima raccolta del gruppo musicale statunitense Marilyn Manson, pubblicata il 28 settembre 2004 dalla Interscope Records.
È stato l'ultimo album che vede la partecipazione dello storico tastierista della band, Madonna Wayne Gacy conosciuto come "Pogo", che dopo la pubblicazione di quest'ultimo abbandonerà il gruppo nel 2005.

## Il disco
Dopo i dieci anni di attività della band, i Marilyn Manson pubblicano il The Best Of, in cui sono presenti oltre ai vecchi successi della band anche brani inediti come Personal Jesus (cover dei Depeche Mode); oltre all'inedito è presente anche un'altra canzone mai pubblicata in alcun disco della band, Long Hard Road Out of Hell, colonna sonora del film Spawn. All'interno del brano The Beautiful People, notiamo le tastiere leggermente modificate rispetto alla versione originale. Inoltre Tourniquet presenta un'outro più estesa rispetto alla versione originale, mentre al contrario in The Love Song l'outro viene tagliata rispetto alla versione originale. L'album vende oltre 3 milioni di copie.
Nella versione limitata è presente anche un DVD, contenente i video della band dagli esordi fino al 2004 (eccetto quelli di Tainted Love e Astonishing Panorama of the Endtimes).

## Tracce
1. The Love Song - 3:05
2. Personal Jesus - 4:07 - cover del brano dei Depeche Mode
3. mOBSCENE - 3:27
4. The Fight Song - 2:57
5. Tainted Love - 3:20
6. The Dope Show - 3:41
7. This Is the New Shit - 4:20
8. Disposable Teens - 3:05
9. Sweet Dreams (Are Made of This) - 4:51
10. Lunchbox - 4:35
11. Tourniquet - 4:45
12. Rock Is Dead - 3:11
13. Get Your Gunn - 3:19
14. The Nobodies - 3:36
15. Long Hard Road Out of Hell - 4:21
16. The Beautiful People - 3:43
17. The Reflecting God - 5:36
18. (s)AINT - 3:45
19. Irresponsible Hate Anthem - 4:18 - bonus solo nell'edizione giapponese
20. Coma White - 5:38 - bonus solo nell'edizione giapponese

### DVD video
1. Personal Jesus
2. (s)AINT
3. mOBSCENE
4. This Is the New Shit
5. Disposable Teens
6. The Fight Song
7. The Nobodies
8. The Dope Show
9. I Don't Like the Drugs (But the Drugs Like Me)
10. Rock Is Dead
11. Coma White
12. Long Hard Road Out of Hell
13. The Beautiful People
14. Tourniquet
15. Man That You Fear
16. Cryptorchid
17. Sweet Dreams (Are Made of This)
18. Dope Hat
19. Lunchbox
20. Get Your Gunn

## Formazione
- Marilyn Manson - voce
- Tim Sköld - chitarra, basso
- Madonna Wayne Gacy - tastiera
- Ginger Fish - batteria